# Río Sterej
El río Sterej (del ruso: Стерех) o río Sujói Sterej (Сухой Стерех) es un río del raión de Dujovnitskoye, en el óblast de Sarátov, afluente por la derecha del Mali Irgiz.
El río nace cerca del pueblo Levenka en el norte del óblast de Sarátov. El río en sus inicios toma dirección hacia el noroeste, cambiándola al sudoeste 10 km después. El río desemboca en el Mali Irgiz, cerca de la localidad de Sofinka, en el estuario que éste forma en el Volga en el embalse de Sarátov. Tiene una longitud de 59 km y una cuenca de 492 km². No es navegable.